# Maculinea shiranensis
Maculinea shiranensis är en fjärilsart som beskrevs av Scriba 1921. Maculinea shiranensis ingår i släktet Maculinea och familjen juvelvingar. Inga underarter finns listade i Catalogue of Life.